# École militaire des Amériques
L’École des Amériques pour la coopération de sécurité (en anglais : Western Hemisphere Institute for Security Cooperation, abrégé en WHINSEC ; en espagnol : Escuela de las Américas), anciennement nommé École des Amériques, est un centre d'enseignement militaire créé en 1946, géré par le département de la Défense des États-Unis et situé depuis 1984 à Fort Benning près de Columbus en Géorgie après avoir longtemps été situé à Fort Gulick, au Panama.
Elle est célèbre pour avoir enseigné aux militaires latino-américains les doctrines de contre-insurrection et inculqué une idéologie anti-communiste. Nombre de militaires ayant par la suite organisé des coups d'État et instauré des juntes y ont été formés.

## Historique
En 1946, aux premiers jours de la guerre froide, un centre d'entrainement pour les troupes sud-américaines (Latin American Training Center – U.S. Ground Forces) fut établi par l'armée de Terre américaine, à Fort Amador dans la zone du canal de Panama, dans le cadre des Military Assistance Program (MAP). En 1949, le centre fut délocalisé à Fort Gulick et rebaptisé le U.S. Army Caribbean Training Center, puis l'École des Amériques de l'Armée de Terre (U.S. Army School of the Americas, ou USARSA) en 1963. L'École des Amériques a formé les armées latino-américaines à la contre-insurrection (ou « guerre subversive ») en diffusant une idéologie clairement anti-communiste, conformément à la « doctrine de sécurité nationale ».
Fêtant son 30 000e élève en 1970, elle a formé jusqu'en 2001 plus de 61 000 soldats et policiers sud-américains[réf. nécessaire] dont le Salvadorien Roberto D'Aubuisson, les Panaméens Manuel Noriega et Omar Torrijos, les Boliviens Hugo Banzer et Luis García Meza Tejada, le Péruvien Vladimiro Montesinos, les généraux argentins Roberto Marcelo Levingston, Leopoldo Galtieri, l'amiral Emilio Eduardo Massera ou encore des officiers d'Augusto Pinochet. Des méthodes de torture y ont été enseignées notamment par des militaires français, vétérans d'Algérie, comme Paul Aussaresses et Roger Trinquier. Plusieurs de ses anciens étudiants ont participé à des escadrons de la mort ou ont été mis en cause dans des juntes et dans diverses violations des droits de l'homme. Cela a valu le surnom, à Fort Gulick, d'« école des assassins ».

### Le tournant Kennedy-Mc Namara

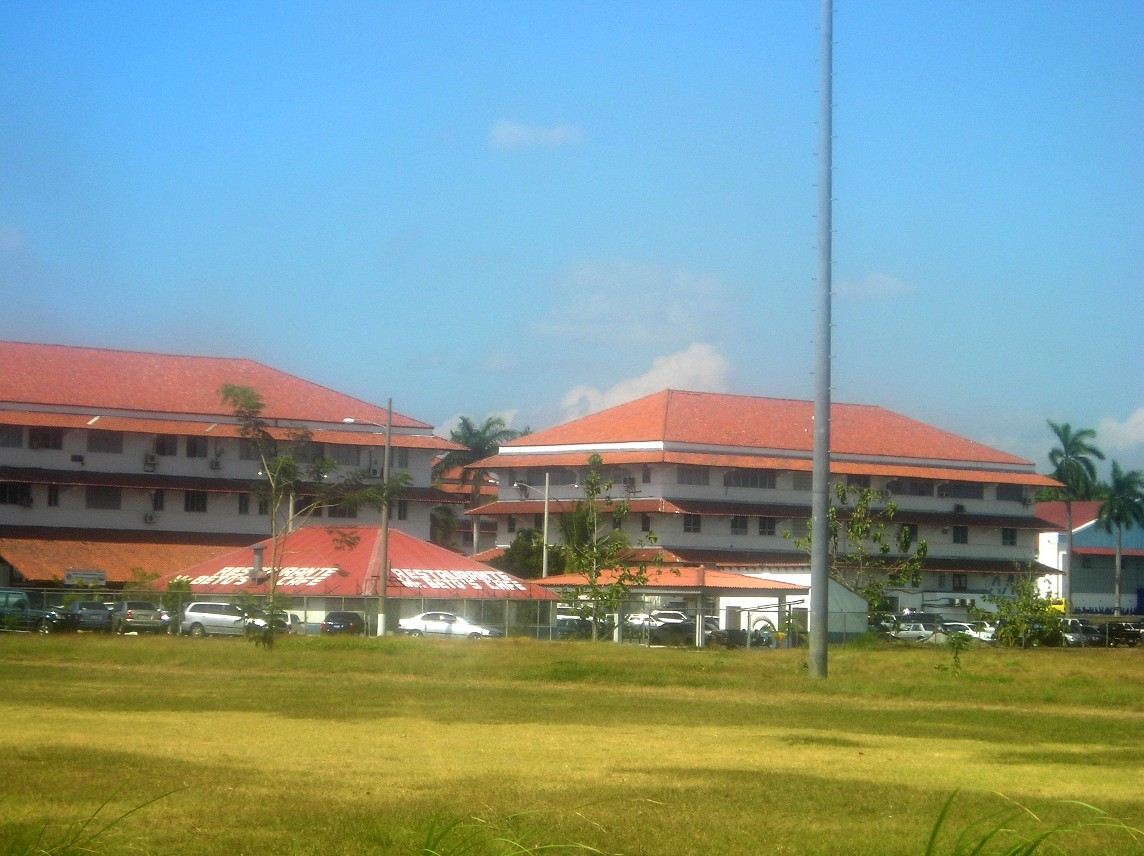
Locaux de l'ancienne école au Panama.

Jusqu'à John F. Kennedy, l'assistance militaire aux latino-américains a été restreinte, se concrétisant surtout dans les traités bilatéraux d'assistance militaire, signés dans le cadre du Mutual Security Act (en) de 1951. À l'exception du Guatemala, où Jacobo Arbenz Guzmán est renversé en 1954 par la CIA, « l'Amérique latine n'est pas », pendant cette période, « une zone à haute priorité défensive ». Avec le tournant Kennedy-Mc Namara de 1962, « la sécurité intérieure et la lutte antisubversive se substituent à la politique commune de défense contre une agression extérieure » (A. Rouquié, 1982). L'aide militaire va alors s'institutionnaliser davantage, mettant l'accent sur l'anticommunisme et l'« action civique », en vue de « convertir des armées de défense hémisphériques en forces de l'ordre intérieur mobilisées contre la subversion communiste ».
À Fort Gulick, 20 % du programme des officiers portait ainsi sur le communisme. Les programmes d'assistance militaire (PAM), dont l'École des Amériques n'était qu'un chaînon, étaient coordonnées par le Southern Command, transféré au Panama en 1963. Les stages duraient de 4 à 40 semaines.

### Autres programmes de collaboration militaire et effets de celle-ci
D'autres programmes de collaboration incluaient l'Organisation interaméricaine de défense, créé en 1942, et dont dépend le collège interaméricain de défense, ouvert à Washington en 1962 (l'ancienne présidente chilienne Michelle Bachelet, ainsi que le colonel Lucio Gutiérrez, président d'Équateur de 2003 à 2005, y ont fait leurs classes, de même que l'ex-général de la police colombienne Jorge Daniel Castro (en), l'un des plus forts soutiens d'Álvaro Uribe, ou encore le général guatémaltèque à la retraite, Otto Pérez Molina, aussi diplômé de l'École des Amériques). L'École des Amériques n'est ainsi que la plus connue de ces centres d'entraînement ; l'enseignement de la contre-guérilla et l'anticommunisme étaient aussi de vigueur à l'Inter-American Air Force Academy, dans Albrook Air Force Station, au Panama (cette académie fait partie du System of Cooperation Among the American Air Forces (en)), ainsi qu'à l'Inter-American Geodetic Survey Cartographic School de Fort Clayton (en). Selon l'historien A. Rouquié,
« À la limite, un stage de contre-guérilla assorti d'un endoctrinement anticommuniste simpliste et épais peut engendrer des réactions anti-américaines, tandis qu'un stage technique de niveau élevé pour arme savante dans une école militaire des États-Unis non spécialisée dans l'entraînement d'officiers étrangers peut au contraire créer des loyautés et une admiration sans bornes pour l’american way of life. »
Rouquié souligne toutefois que la « diplomatie du relais militaire » a pu servir comme « substitut à l'intervention directe des États-Unis », par exemple lors du renversement de Joao Goulart au Brésil (1964) ou d'Allende au Chili (1973). En poste à Brasilia, l'ambassadeur Lincoln Gordon reconnaissait alors que l'assistance militaire avait été « un élément important pour influencer dans un sens pro-US les militaires brésiliens ». Toutefois, des pays comme l'Argentine ou le Brésil, qui ont bénéficié d'une assistance militaire élevée, n'ont envoyé qu'un faible nombre d'officiers au Panama. L'anticommunisme des militaires brésiliens date ainsi du soulèvement communiste raté de 1935 (l’Intentona Comunista), dont l'écrasement a été célébré tous les ans jusqu'à l'élction de Cardoso; en Argentine, c'est la Semaine tragique de 1919 qui a marqué le début de l'antibolchévisme militaire.
Les contingents les plus nombreux proviennent en effet des petits pays d'Amérique centrale. Mais même au Panama, la garde nationale (en), créée en 1968, a développé un « possibilisme socialisant » (« soldados, campesinos, machete y fusil unidos »). De même, douze des quinze généraux ou colonels qui ont participé au processus révolutionnaire et nationaliste du général Velasco Alvarado et du général Edgardo Mercado Jarrín (es), au Pérou, en 1968, avaient été entraînés par des écoles militaires des États-Unis. Le guérillero guatémaltèque Luis Augusto Turcios Lima (en) est passé, quant à lui, par l'École des Amériques.
Selon Rouquié, l'effet le plus important de l'assistance militaire des États-Unis fut plutôt de « r« enforcer la confiance institutionnelle des officiers et [d']accroître la conscience de leurs capacités techniques et organisationnelles supérieures à celles des civils. Sur ce plan, les stages strictement professionnels ou technologiques ont convergé avec l'apprentissage idéologique contre-révolutionnaire. » » Les cours administratifs ont eu ainsi une place tout aussi importante que les cours de contre-insurrection. En revanche, la réticence de Washington, de 1962 jusqu'à Reagan (avec quelques exceptions sous Nixon et Ford) à fournir davantage que des armes légères aux armées latino-américaines a pu engendrer certaines frustrations, notamment au Pérou, en Argentine ou au Brésil.

## Évolution ultérieure

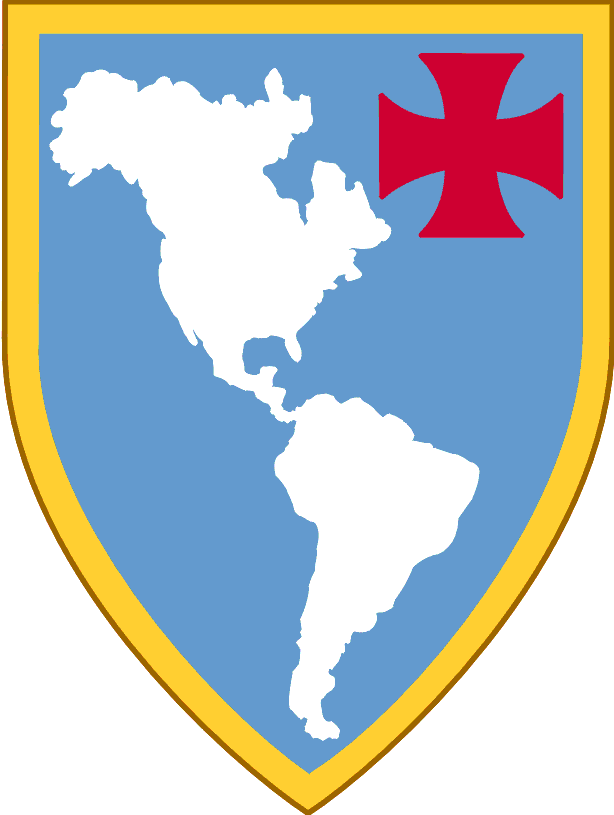
Insigne de l'Hemisphere Institute for Security Cooperation.

L'école a été transférée en 1984 dans la base militaire de l'Armée de terre de Fort Benning (actuel Fort Moore) à Columbus (Géorgie). Depuis le début des années 1980, la formation comprend des séminaires sur les droits de l'homme et la promotion de la démocratie. Depuis 1990, une organisation non gouvernementale américaine, la School of the Americas Watch (SOAW), milite pour la fermeture de cette école militaire.
Celle-ci a été dissoute par le National Defense Authorization Act de 2001 et renommée « Institut de l'hémisphère occidental pour la sécurité et la coopération » (Western Hemisphere Institute for Security Cooperation, WHINSEC). Selon la nouvelle loi, le but de l'institut est de :
« fournir la formation professionnelle au personnel militaire des nations de l'hémisphère occidental dans le cadre des principes démocratiques énoncés dans la Charte de l'Organisation des États américains, tout en favorisant la connaissance mutuelle, la transparence, la confiance et la coopération entre les pays participants ainsi que la promotion des valeurs démocratiques, le respect des droits de l'homme, et de la connaissance et la compréhension des États-Unis des coutumes et des traditions[réf. nécessaire]. »
Ainsi chaque élève doit recevoir au moins huit heures d'enseignement sur les « droits de l'homme, la primauté du droit, le respect de la légalité, le contrôle civil du militaire, et le rôle de l'armée dans une société démocratique »[réf. nécessaire]. Les cours doivent notamment se concentrer sur le développement du leadership, sur les opérations de lutte contre le trafic de stupéfiants, les opérations de maintien de la paix, les secours en cas de catastrophe, ou toute autre question que le secrétaire à la Défense des États-Unis estime approprié[réf. nécessaire].
L'enseignement militaire y est notamment donné par des officiers de l'US Air Force de l'Inter-American Air Forces Academy (IAAFA)[réf. nécessaire]. Un conseil indépendant formé de hauts responsables américains doit déterminer si l'enseignement donné est conforme au droit des États-Unis et à la doctrine[Laquelle ?], et si elle est compatible avec les objectifs de la politique des États-Unis envers l'Amérique latine et les Caraïbes[réf. nécessaire]. Le conseil présente un rapport annuel au secrétaire à la Défense, lequel est aussi présenté au Congrès[réf. nécessaire].
En 2001, étant donné sa mise en cause dans la formation de plusieurs militaires et dirigeants de junte militaires accusés de violation de droits de l'homme et d'actes de torture, et bien que les dirigeants de l'école aient fait valoir qu'elle ne devait pas être tenue responsable pour les actions de quelques-uns seulement de ses diplômés, un amendement bipartisan fut déposé à la Chambre des représentants des États-Unis, visant à fermer l'École des Amériques, et à engager une enquête menée par le Congrès[réf. nécessaire]. La Chambre refusa de le ratifier, à dix voix près[réf. nécessaire].
Depuis 2003, les cours, donnés jusque-là en espagnol, sont aussi proposés en anglais pour les contingents d'étudiants des Caraïbes anglophones[réf. nécessaire].
Le Venezuela, l'Argentine, l'Uruguay et le Costa Rica (en 2007) ont renoncé à envoyer leurs officiers dans cette école.